# Mižerja
Mižerja este o piesă compusă pentru Concursul Muzical Eurovision 2013.Piesa a fost scrisă și apoi s-a căutat o trupă care să poată reprezenta Croația în Suedia. Trupa care a fost selectată se numește Klapa s Mora.